# Caramujo

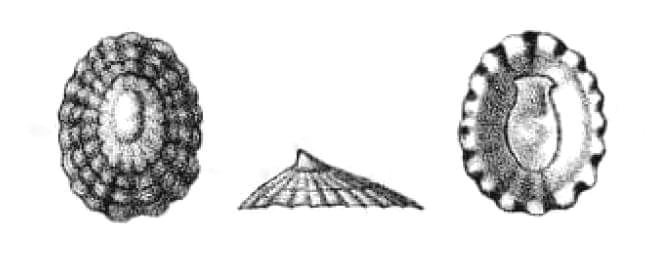
Ilustração de Lottia subrugosa (d'Orbigny, 1841) em vista superior (esquerda), lateral (centro) e inferior (direita); o caramujo-tigela.

Caramujo (borrelho, burgau ou burrié, em Portugal) é a denominação vernácula, em português (BRA), para vários moluscos marinhos e não-marinhos da classe Gastropoda, possuidores de brânquias ou de pulmões, dada corretamente para as espécies com concha e cujos habitats sejam os ambientes aquáticos como a zona costeira, oceanos, mares, mangues, estuários, lagos, pântanos, rios, córregos e riachos ao redor do mundo. O agrônomo Eurico Santos, divulgador da fauna do Brasil, afirma que "não devemos usar indiferentemente a palavra caramujo e caracol. O primeiro nome designa todos os gasterópodes aquáticos, quer pulmonados, quer providos de brânquias, sejam da água doce ou salgada, o segundo (caracol) qualifica com mais justeza os pulmonados terrestres"; embora alguns erros de denominação sejam dados para estes últimos moluscos citados, como é o caso das espécies Lissachatina fulica (Bowdich, 1822), o caramujo-gigante-africano, algumas espécies do gênero Orthalicus H. Beck, 1837 (O. pulchellus e O. phlogerus), conhecidas como caramujo-do-café, e algumas espécies do gênero Megalobulimus K. Miller, 1878 (M. oblongus e M. ovatus), conhecidas como caramujo-berrador, caramujo-boi, caramujo-do-mato ou aruá-do-mato. Rodolpho von Ihering comenta, no seu Dicionario dos Animais do Brasil, esta denominação para "designar particularmente as espécies grandes, de casca grossa, enquanto que caracol é aplicado aos moluscos da mesma ordem (sic)* , porém de casca fina e de dimensões menores. Aquêles abrangem as formas marinhas, inclusive as espécies miúdas, que então são caramujinhos". Eurico Santos especifica o termo, na obra Moluscos do Brasil, principalmente para as espécies de Heterobranchia, paludícolas ou límnicas, da família Planorbidae Rafinesque, 1815, dotadas de concha enrolada em espiral plana, sem opérculo, e que são vetores da esquistossomose. Outro gênero de moluscos a frequentar o mesmo tipo de ambiente, Pomacea Perry, 1810, recebe a denominação caramujo-maçã ou caramujo-do-banhado. Espécie introduzida é o caramujo-trombeta, Melanoides tuberculata (O. F. Müller, 1774), de concha variável, encontrada em ambientes aquáticos degradados, hipóxicos e poluídos, na zona tropical e subtropical, podendo ser coletado em locais com salinidade, próximos do mar. Dentre as formas costeiras existem as de concha achatada e não-enrolada, da espécie Lottia subrugosa (d'Orbigny, 1841) - ex Acmaea subrugosa -, denominada caramujo-tigela.

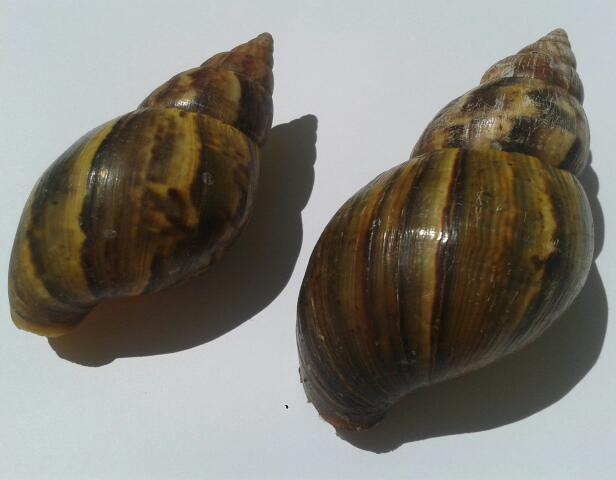
O caracol de ambiente terrestre, Lissachatina fulica (Bowdich, 1822),[12] recebe a errada denominação de caramujo-gigante-africano, no Brasil.

## Portugal
Em Portugal a denominação caramujo é principalmente aplicada ao molusco costeiro Littorina littorea (Linnaeus, 1758), também denominado borrelho, burgau ou burrié; espécie comestível pertencente à família Littorinidae; mas também podendo tal denominação ser aplicada a certos moluscos da família Trochidae. Ela é encontrada em diversas regiões europeias, em rochas e algas da zona entremarés. Outra espécie marinha portuguesa, Phorcus sauciatus (Koch, 1845), também da família Trochidae, é denominada caramujo-da-Madeira.

## Castelhano
Sendo um idioma latino próximo ao português, vale ressaltar que a palavra caramujo não está presente em língua castelhana, onde temos os verbetes caracol para designar molusco gasterópodo de concha en espiral, seja marinho ou continental, e caracola para uma concha de caracol marino grande.